# Vîșnea, Fastiv
Vîșnea (în ucraineană Вишня) este un sat în comuna Prîșîvalnea din raionul Fastiv, regiunea Kiev, Ucraina.

## Demografie
Componența lingvistică a localității Vîșnea
     Ucraineană (93,55%)
     Rusă (6,45%)
Conform recensământului din 2001, majoritatea populației localității Vîșnea era vorbitoare de ucraineană (93,55%), existând în minoritate și vorbitori de rusă (6,45%).